# Malaysian International Classic Race 2020
Malaysian International Classic Race 2020 – 1. edycja wyścigu kolarskiego Malaysian International Classic Race, który odbył się 15 lutego 2020 na liczącej 159 kilometrów trasie wokół malezyjskiego miasta Kuah. Wyścig kategorii 1.1 był częścią UCI Asia Tour 2020.
Malaysian International Classic Race 2020 odbył się dzień po zakończeniu malezyjskiego wieloetapowego wyścigu Tour de Langkawi, z którym jest powiązany organizacyjnie i był pierwszą edycją Malaysian International Classic Race.
Zmagania ukończyło tylko 28 spośród 121 zgłoszonych kolarzy, a rywalizacja zakończyła się sprinterskim finiszem, w którym triumfował Francuz Johan Le Bon, który wspólnie z Australijczykiem Jessem Ewartem dojechał do mety 5 sekund przed kilkunastoosobowym peletonem.

## Drużyny
| WorldTeam- NTT Pro Cycling ProTeams (5)- Androni Giocattoli-Sidermec - Bardiani CSF Faizanè - Vini Zabù-KTM - B&B Hotels-Vital Concept p/b KTM - Nippo Delko One Provence Continental teams (14)- Aisan Racing Team - Team BridgeLane - PGN Road Cycling Team - KSPO Professional - ARA Pro Racing Sunshine Coast - SSOIS Miogee - St George Continental Cycling Team - Sapura - Terengganu Inc-TSG Cycling Team - Thailand Continental Cycling Team - Vino-Astana Motors - Wildlife Generation Pro Cycling - Utsunomiya Blitzen - HKSI Reprezentacja- Malezja |
| |

## Klasyfikacja generalna
| \| Klasyfikacja generalna \| Klasyfikacja generalna \| Klasyfikacja generalna \| Klasyfikacja generalna \| Klasyfikacja generalna \| \| Kolarz \| Kolarz \| Państwo \| Drużyna \| Czas \| \| ---------------------- \| ---------------------- \| ---------------------- \| -------------------------------- \| ---------------------- \| \| 1. \| Johan Le Bon \| Francja \| B&B Hotels-Vital Concept p/b KTM \| 3h 37' 03" \| \| 2. \| Jesse Ewart \| Australia \| Team Sapura Cycling \| + 0" \| \| 3. \| Lucas De Rossi \| Francja \| Nippo-Delko One Provence \| + 5" \| \| 4. \| Matwiej Nikitin \| Kazachstan \| Vino-Astana Motors \| + 5" \| \| 5. \| Cristian Raileanu \| Mołdawia \| Team Sapura Cycling \| + 5" \| \| 6. \| Masakazu Ito \| Japonia \| Aisan Racing Team \| + 5" \| \| 7. \| Ryu Suzuki \| Japonia \| Utsunomiya Blitzen \| + 5" \| \| 8. \| Drew Morey \| Australia \| Terengganu Inc-TSG Cycling Team \| + 5" \| \| 9. \| Cyril Gautier \| Francja \| B&B Hotels-Vital Concept p/b KTM \| + 5" \| \| 10. \| Alex Hoehn \| Stany Zjednoczone \| Wildlife Generation Pro Cycling \| + 5" \| |                   |                   |                                  |            |
| |                   |                   |                                  |            |
| Źródło: ProCyclingStats |                   |                   |                                  |            |
| Klasyfikacja generalna |                   |                   |                                  |            |
| Kolarz | Kolarz            | Państwo           | Drużyna                          | Czas       |
| 1. | Johan Le Bon      | Francja           | B&B Hotels-Vital Concept p/b KTM | 3h 37' 03" |
| 2. | Jesse Ewart       | Australia         | Team Sapura Cycling              | + 0"       |
| 3. | Lucas De Rossi    | Francja           | Nippo-Delko One Provence         | + 5"       |
| 4. | Matwiej Nikitin   | Kazachstan        | Vino-Astana Motors               | + 5"       |
| 5. | Cristian Raileanu | Mołdawia          | Team Sapura Cycling              | + 5"       |
| 6. | Masakazu Ito      | Japonia           | Aisan Racing Team                | + 5"       |
| 7. | Ryu Suzuki        | Japonia           | Utsunomiya Blitzen               | + 5"       |
| 8. | Drew Morey        | Australia         | Terengganu Inc-TSG Cycling Team  | + 5"       |
| 9. | Cyril Gautier     | Francja           | B&B Hotels-Vital Concept p/b KTM | + 5"       |
| 10. | Alex Hoehn        | Stany Zjednoczone | Wildlife Generation Pro Cycling  | + 5"       |